# Código (comunicación)
En la  comunicación, el código es un conjunto de elementos que se combinan siguiendo ciertas reglas y que son semánticamente interpretables, lo cual permite intercambiar información. En este contexto, las sociedades humanas se caracterizan principalmente porque, valiéndose de unidades sonoras significativas, logran comunicarse a través del código más complejo: las lenguas humanas o códigos lingüísticos.
El emisor y el receptor deben utilizar el mismo código para que la comunicación sea posible. Aunque todos los otros elementos del circuito comunicativo funcionen adecuadamente, la comunicación no tendrá éxito si el emisor y el receptor no comparten el mismo código.
Siguiendo las funciones del lenguaje, el código cumple con la función metalingüística, donde el referente es el propio código; por ejemplo «Camino» tiene seis fonemas. El autor José Mario Horcas Villarreal lo denomina verdades de la lengua.

## Códigos lingüísticos
Estos códigos lingüísticos presentan dos variantes:
- El código lingüístico natural (oral en lenguas habladas ordinarias, gestual en lenguas de señas).
- código lingüístico escrito.

Las diferencias entre el código lingüístico oral y el escrito son 
- Código lingüístico oral:
  - Sus mensajes nos llegaran a través de los sentidos primarios (como sonidos analizables como fonemas en las lenguas orales y como configuraciones preconvenidas en lenguas de señas).
  - Es instantáneo, no permanece en el tiempo.
  - Se tiene acceso a él por el sentido del oído (lenguas orales) o la vista (lenguas de señas).
  - Se apoya en signos extralingüísticos. Los signos extralingüísticos son los ademanes, postura corporal, expresión facial, el énfasis en presentación, etc.
  - Esta lengua se aprende por un proceso de adquisición lingüística espontáneo, por transmisión de adultos a niños.
- Código lingüístico escrito:
  - Se capta a través de la lectura.
  - Es exclusivo para aquellos que saben leer y escribir. No se adquiere de manera espontánea sino que requiere aprendizaje consciente.
  - No es imprescindible para la convivencia social.
  - Está estructurado en signos gráficos que al organizarse forman palabras.
  - Exige el conocimiento de ciertas convenciones ortográficas.
  - Permanece a través del tiempo.
  - Gracias al Código Lingüístico Escrito se han transmitido y han llegado hasta nuestros días las manifestaciones culturales de sociedades pasadas y de esta manera conocemos la vida y el pensamiento de la humanidad.

## Códigos no lingüísticos
En muchas sociedades humanas y con propósitos comunicativos restringidos se han usado ciertos códigos no lingüísticos, para transmitir un repertorio de mensajes más restringido. Así por ejemplo las señales de tráfico constituyen un código particular que transmite información útil relativa al tráfico. Obviamente la expresividad de estos sistemas es mucho más limitada que los mensajes transmitidos mediante códigos lingüísticos, pero pueden presentar la inmediatez visual y algunas otras ventajas, siempre y cuando el mensaje a transmitir sea relativamente simple. Así las señalizaciones de peligro, y ciertos iconos simples pueden aportar información situacional simple de manera relativamente rápida.
Son aquellos códigos que no necesitan del lenguaje. No requieren de un idioma determinado para ser capaces de transmitir el mensaje.
Para que estos códigos sean útiles, tanto el emisor como el receptor deben saber sus significados, pero no tienen que saber leer ni escribir. Ello se debe a que estos códigos, como no utilizan el lenguaje, no son escritos ni orales.
Los códigos no lingüísticos se dividen en código no lingüístico visual, código no lingüístico gestual y código lingüístico auditivo.